# Lex Nederlof
Lex Nederlof (né le 10 juin 1966 à Oostvoorne) est un coureur cycliste néerlandais.

## Palmarès
- 1993
  - Flèche du Sud
- 1994
  - Drielandenomloop
- 2001
  - 3e du Dorpenomloop Rucphen
- 2006
  - 2e du Tour de Hong Kong Shanghai
- 2009
  - 4e et 5e étapes du Tour du Laos
- 2013
  - Melaka Chief Minister Cup

## Classements mondiaux
| Année         | 2006 | 2007 | 2008 | 2009 | 2010 | 2011 | 2012 | 2013 |
| ------------- | ---- | ---- | ---- | ---- | ---- | ---- | ---- | ---- |
| UCI Asia Tour | 62e  | 204e |      |      |      | 352e |      | 67e  |